# Superpohár UEFA 1983
Devátý ročník Superpoháru UEFA se odehrával na dva zápasy mezi vítězem Poháru mistrů evropských zemí v ročníku 1982/83 – Hamburger SV – a vítězem Poháru vítězů pohárů ve stejném ročníku – Aberdeen FC.
Hrálo se na dva zápasy. První se odehrál 22. listopadu 1983 na Volksparkstadion v Hamburku s výsledkem 0:0 a druhý konaný 20. prosince 1983 na Pittodrie Stadium v Aberdeenu skončil vítězstvím domácích 2:0.

## Zápas

### 1. zápas
| 22. listopadu 1983 |       |             |                                                      |
| Hamburger SV       | 0 : 0 | Aberdeen FC | Volksparkstadion, Hamburk rozhodčí: Vojtech Christov |
|                    |       |             | Volksparkstadion, Hamburk rozhodčí: Vojtech Christov |

### 2. zápas
| 20. prosince 1983      |       |              |                                                       |
| Aberdeen FC            | 2 : 0 | Hamburger SV | Pittodrie Stadium, Aberdeen rozhodčí: Horst Brummeier |
| Simpson 47' McGhee 65' |       |              | Pittodrie Stadium, Aberdeen rozhodčí: Horst Brummeier |

## Vítěz
| Superpohár UEFA 1983 Aberdeen FC (1. vítězství) |